# Iron Man 2
Iron Man 2 és una pel·lícula de superherois nord-americana de 2010 basada en el personatge homònim de Marvel Comics, produïda per Marvel Studios i distribuïda per Paramount Pictures. És el tercer lliurament de l'univers cinematogràfic de Marvel. La pel·lícula va ser dirigida per Jon Favreau, amb un guió de Justin Theroux. És protagonitzada per Robert Downey Jr., Gwyneth Paltrow, Don Cheadle, Scarlett Johansson, Sam Rockwell, Mickey Rourke i Samuel L. Jackson. Sis mesos després dels esdeveniments d'Iron Man, Tony Stark es resisteix als anomenats del govern dels Estats Units per lliurar la tecnologia d'Iron Man, al mateix temps que combat la seva salut deteriorada a causa del reactor arc en el seu pit. Mentrestant, el malvat científic rus Ivan Vanko ha desenvolupat la mateixa tecnologia i construït armes pròpies per venjar-se de la família Stark, unint forces amb l'empresari rival de Stark, Justin Hammer, en el procés.
Després de l'exitosa estrena d'Iron Man al maig de 2008, Marvel Studios va anunciar i immediatament es va posar a treballar en la producció d'una seqüela. Al juliol d'aquell any, va contractar a Theroux per escriure el guió, i Favreau va signar per tornar a dirigir. Downey, Paltrow i Jackson repetirien els seus papers del lliurament anterior, mentre Cheadle reemplaçaria a Terrence Howard com a James Rhodes. A principis de 2009, Rourke, Rockwell i Johansson van completar l'elenc, i la pel·lícula va entrar en producció a mitjans del mateix any. Com la seva predecessora, la pel·lícula va ser rodada majoritàriament a Califòrnia, excepte per una seqüència clau a Mònaco.
Iron Man 2 va tenir la seva primer a El Capitan Theatre el 26 d'abril de 2010, i es va estrenar mundialment entre el 28 d'abril i el 7 de maig, quan va sortir en cinemes als Estats Units. La pel·lícula va ser un èxit crític i comercial, recaptant més de 623.900.000 dòlars a la taquilla internacional. El DVD i Blu-ray van sortir a la venda el 28 de setembre de 2010. El tercer lliurament de la sèrie, Iron Man 3, es va estrenar el 3 de maig de 2013.

## Repartiment
- Robert Downey Jr. com a Tony Stark/Iron Man:

Un multimilionari que va escapar de la captivitat a l'Afganistan amb una armadura que va crear, ara lluita per evitar que la seva tecnologia caigui en mans del govern. Downey i Favreay, que havien rebut un guió i treballat a partir d'ell en la primera pel·lícula, van concebre la història de la pel·lícula ells mateixos. Sobre que Stark sigui un heroi, Downey va dir, «És una cosa heroic, però en veritat per mà pròpia. Així que crec que probablement hi ha una mica de complex d'impostor i acaba de dir, 'Jo sóc Iron Man'; que ara en veritat es pregunta què significa això. Si tens tot aquest amortidor com ell té, el públic està del teu costat i tens poder i riquesa immensos, crec que està massa aïllat per estar bé.» Downey va augmentar 9 kg de musculatura per repetir el paper.
- Davin Ransom, de sis anys, com el jove Tony Stark.

- Gwyneth Paltrow com a Virginia «Pepper» Potts:

L'amiga més propera, d'interès amorós i sòcia de negocis de Stark; Pepper és promoguda a directora executiva de Stark Industries. Sobre la promoció del seu personatge, Paltrow va opinar: «Quan vam començar a Iron Man 2, Pepper i Tony estan bastant en la mateixa ona ... amb el progrés de la pel·lícula, Pepper rep més responsabilitat i és promoguda, i és bo veure-la créixer en aquest aspecte. Crec que en veritat li queda bé, encaixa molt bé en el lloc." L'actriu va expressar emoció per treballar amb Johansson.
- Don Cheadle com a James «Rhodey» Rhodes:

Un oficial a la Força Aèria dels EUA i amic íntim de Stark. Cheadle va reemplaçar a Terrence Howard de la primera pel·lícula. Cheadle només va tenir poques hores per acceptar el paper i ni tan sols sabia quina seria la història del personatge. Va comentar que és un fan dels còmics, però mai havia participat en pel·lícules de còmics a causa a l'escassetat de superherois negres. L'actor va dir que pensava que Iron Man era un robot abans que sortís la primera pel·lícula. Sobre com va abordar el personatge, va comentar: «Dic, quin és el comú denominador aquí? I el comú denominador en realitat era la seva amistat amb Tony, i això és en el que tractem d'avançar en aquesta [pel·lícula]. Com ha impactat la seva amistat el fet que Tony aparegui i admeti 'Jo sóc Iron Man'?». Cheadle va dir que el seu vestit era de 23 kg de metall, i que no podia tocar la seva cara mentre el feia servir.
- Scarlett Johansson com a Natalia Rushman/Natasha Romanoff:

Una espia encoberta de S.H.I.E.L.D. fent-se passar com la nova assistent de Stark. Johansson es va tenyir el cabell de vermell abans d'obtenir el paper, esperant que això ajudés a convèncer Favreau que ella era la indicada per interpretar al personatge. Sobre per què va triar el paper, l'actriu va dir, «el personatge de Black Widow ressonava amb mi. És fosca i s'ha enfrontat a la mort tantes vegades que té una profunda perspectiva del valor de la vida. […] És una superheroïna, però també és humana. És petita, però és fort. És difícil no admirar-la.» Johansson va dir que va tenir «un petit moment de bogeria» quan va veure el seu vestit per primera vegada. Quan li van preguntar sobre lluitar en la seva vestimenta, l'actriu va respondre que «una gran part de mi deia '¿puc moure en això? Puc córrer en això? Puc llançar-me sobre les coses amb això? 'I crec que només la preparació, només has de dedicar-li temps. Em vaig adonar que és només dedicar-li temps, entrenar, repetir i bàsicament fer-se amiga de l'equip de dobles i passar tot el dia, tots els dies, només una vegada i una altra fins que ho aconsegueixes.»
- Sam Rockwell com a Justin Hammer:

El fabricant d'armes rival. Sam Rockwell va ser considerat per al paper de Tony Stark en la primera pel·lícula, i va acceptar el paper d'Hammer sense llegir el guió. Mai havia sentit del personatge abans que ho contactessin per al paper, i no sabia que Hammer és un vell anglès en els còmics. L'actor va dir, «Vaig treballar amb Jon Favreau en aquesta pel·lícula anomenada Made. I Justin Theroux, que va escriure el guió, és un vell amic meu, ells van preparar aquesta idea i se la van passar a Kevin Feige. El que van fer, potser anaven a fer a un malvat com van fer amb Jeff Bridges, però després van decidir separar els dolents. I en realitat Mickey [Rourke] és el [antagonista] principal, però jo vinc a ajudar-lo.» Rockwell va descriure al seu personatge com un« valent alleujament còmic, però té cert límit».
- Mickey Rourke com a Ivan Vanko:

Un físic rus i ex-convicte que construeixo la seva pròpia arma basada en un reactor arc per cobrar venjança de la família Stark. El personatge és una amalgamació de Fuet i Dínamo Carmesí. Rourke va visitar la presó de Butyrka per investigar el paper, i va suggerir que la meitat del diàleg del personatge fos en rus. També va suggerir l'addició de tatuatges, dents d'or i afecte per una cacatua mascota, pagant per les dents i l'ocell amb el seu propi diner. L'actor va explicar que no volia interpretar a un «dolent unidimensional», i volia desafiar el públic a veure alguna cosa pot redimir en ell mateix. Sense saber res sobre ordinadors, Rourke va descriure a pretendre ser un expert tecnològic com la part més difícil del paper.
- Samuel L. Jackson com Nick Fury:

Director de S.H.I.E.L.D .; Jackson va signar un contracte de nou pel·lícules per interpretar al personatge. Sobre el tema que el seu personatge no veiés res d'acció en la pel·lícula, l'actor va dir: «Encara no hem mogut a Nick Fury a la zona rude. Encara és com un xerraire.»

## Música
Un àlbum de banda sonora amb AC/DC va ser llançat per Columbia Records el 19 d'abril de 2010, en almenys tres versions diferents: bàsica, especial i deluxe. L'edició bàsica inclou el CD; l'edició especial conté un CD de 15 pistes, un fullet de 32 pàgines i un DVD amb entrevistes, imatges de darrere d'escenes, i vídeos musicals; i l'edició deluxe inclou una reproducció d'una de les primeres aparicions d'Iron Man en els còmics. Només dues cançons a la banda sonora apareixen de veritat en la pel·lícula. Tot i que no estan incloses en l'àlbum, la pel·lícula inclou cançons d'Average White Band, The Clash, Queen, Daft Punk, 2Pac i els Beastie Boys.
La partitura musical de la pel·lícula va sortir a la venda com Iron Man 2: Original Motion Picture Score el 20 de juliol de 2010, presentant 25 cançons. John Debney la va compondre, juntament amb Tom Morello.

## Premis
| Premi                  | Categoria                              | Receptors i nominats                                                                   | Resultat  | Ref.   |
| ---------------------- | -------------------------------------- | -------------------------------------------------------------------------------------- | --------- | ------ |
| Oscars                 | Millors efectes especials              |                                                                                        | Nominat   | [ 34 ] |
| Hollywood Film Awards  | Efectes visuals de l'any               |                                                                                        | Guanyador | [ 35 ] |
| People's Choice Awards | Pel·lícula d'acció preferida           |                                                                                        | Guanyador | [ 36 ] |
| People's Choice Awards | Pel·lícula preferida                   |                                                                                        | Nominat   | [ 36 ] |
| People's Choice Awards | Actor preferit                         | Robert Downey Jr.                                                                      | Nominat   | [ 36 ] |
| People's Choice Awards | Estrella d'acció favorita              | Robert Downey Jr.                                                                      | Nominat   | [ 36 ] |
| People's Choice Awards | Equip en pantalla preferit             | Robert Downey Jr. i Don Cheadle                                                        | Nominat   | [ 36 ] |
| Premis Satellite       | Millor so (mesclar i edició)           |                                                                                        | Nominat   | [ 37 ] |
| Premis Satellite       | Millors efectes especials              |                                                                                        | Nominat   | [ 37 ] |
| Premis Saturn          | Millor de pel·lícula de ciència-ficció |                                                                                        | Nominat   | [ 38 ] |
| Premis Saturn          | Millor actor                           | Robert Downey Jr.                                                                      | Nominat   | [ 38 ] |
| Premis Saturn          | Millor actriu secundària               | Scarlett Johansson                                                                     | Nominat   | [ 38 ] |
| Premis Saturn          | Millors efectes especials              |                                                                                        | Nominat   | [ 38 ] |
| Teen Choice Awards     | Millor pel·lícula de ciència-ficció    |                                                                                        | Nominat   | [ 39 ] |
| Teen Choice Awards     | Millor actor de ciència-ficció         | Robert Downey Jr.                                                                      | Nominat   | [ 39 ] |
| Teen Choice Awards     | Millor actriu de ciència-ficció        | Gwyneth Paltrow                                                                        | Nominat   | [ 39 ] |
| Teen Choice Awards     | Millor actriu de ciència-ficció        | Scarlett Johansson                                                                     | Nominat   | [ 39 ] |
| Teen Choice Awards     | Millor vilà                            | Mickey Rourke                                                                          | Nominat   | [ 39 ] |
| Teen Choice Awards     | Millor ball                            | Robert Downey Jr.                                                                      | Nominat   | [ 39 ] |
| Teen Choice Awards     | Millor combats o seqüència d'acció     | Robert Downey Jr. i Don Cheadle (Iron Man i Màquina de Guerra contra els Hammer Drons) | Nominat   | [ 39 ] |